# Castelo de Abrud
O Castelo de Abrud (em latim: castellum), também conhecido como Aurária da Dácia (em latim: Auraria Daciae), foi um forte (castelo) dos séculos II e III, que fez parte do sistema defensivo da província romana da Dácia. As ruínas de de uma vala defensiva contemporânea foi também desenterrada. As ruínas do castelo estão localizadas em Abrud, na Romênia.